# Isidore Louis Dewachter

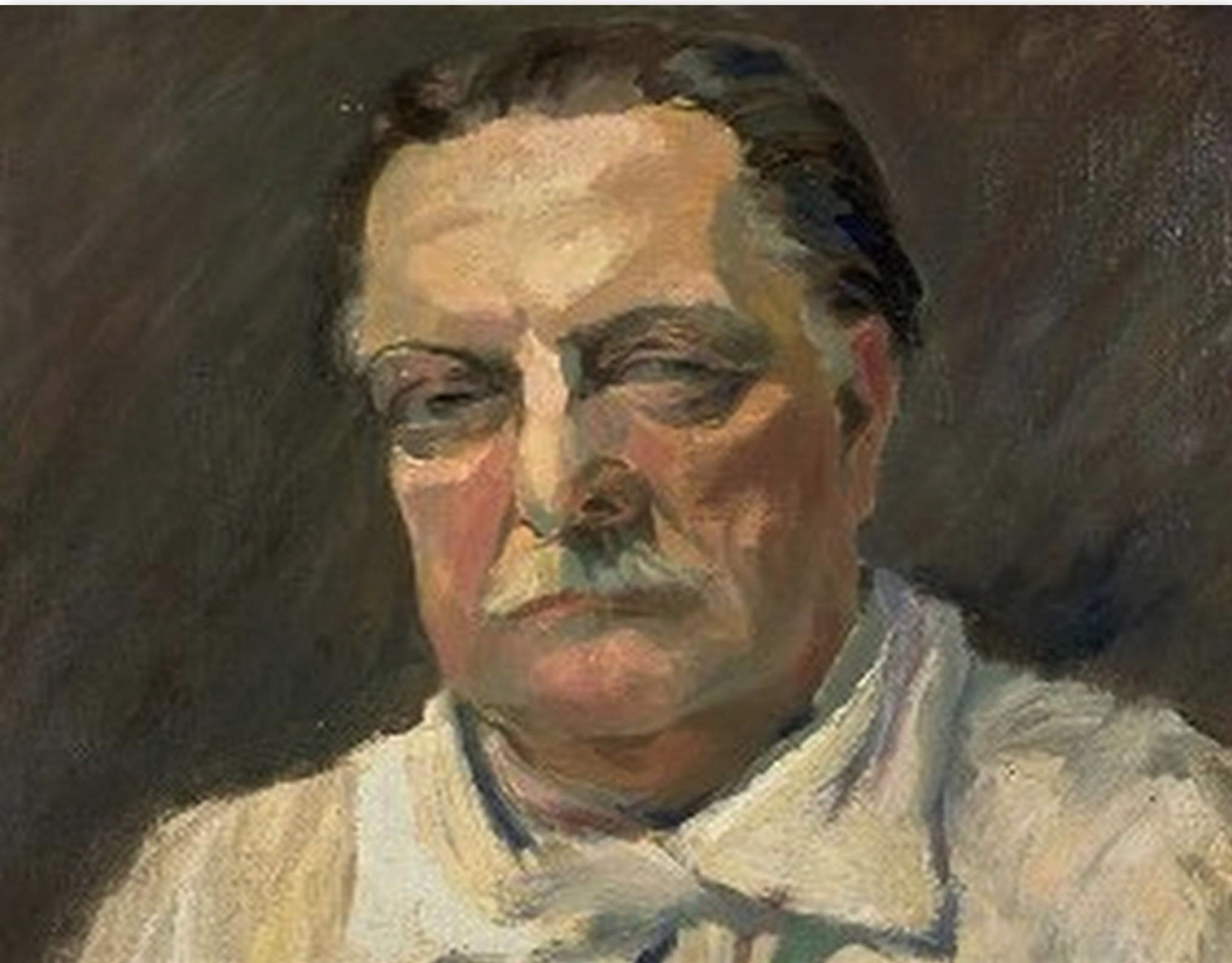
Zelfportret (1940)

Isidore Louis Dewachter ook gekend onder het pseudoniem Louis Dewis (Bergen, 1 november 1872 – Biarritz, 5 december 1946) was een Belgische kunstschilder. 

## Biografie
Dewachter was de zoon van Isidore Louis Dewachter en Eloise Desmaret Dewachter en groeide op in Luik alwaar hij zijn vriend Richard Heintz leerde kennen. 

## Eerbetoon
- Chevalier de la Légion d’Honneur (Frankrijk)

(France)
- Ridder in de orde van Leopold II (België)
- Medaille Koning Albert

## Werken

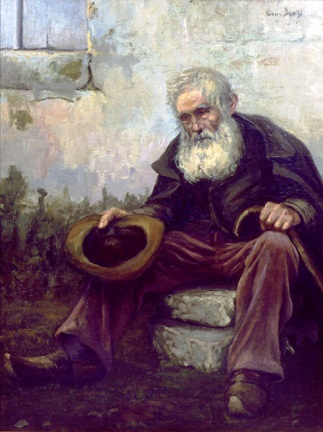